# Бобровка (приток Сылвицы)
Бобровка (в верховьях Большая Бобровка) — река в муниципальном округе Нижний Тагил Свердловской области, приток Сылвицы. Впадает в Сылвицу слева, в 33 км от её устья. Длина реки 14 км. Истоки в лесах восточнее горы Верхняя Ослянка, под названием Большая Бобровка от истока течёт сначала на юго-запад, затем на северо-запад, принимая небольшие притоки: Малая Бобровка и Луковская Бобровка. Высота истока 368,0 м, высота уреза воды у устья 219,5 м.

## Данные водного реестра
По данным государственного водного реестра России, река относится к Камскому бассейновому округу, бассейн реки Кама, подбассейн — Кама до Куйбышевского водохранилища (без бассейнов рек Белой и Вятки), водохозяйственный участок реки — Чусовая от в/п пгт. Кын до устья. Код объекта в государственном водном реестре — 10010100712111100011061.